# Gynoplistia biangri
Gynoplistia biangri là một loài ruồi trong họ Limoniidae. Chúng phân bố ở miền Australasia.